# Hydrocanthus waterhousei
Hydrocanthus waterhousei là một loài bọ cánh cứng trong họ Noteridae. Loài này được Blackburn miêu tả khoa học đầu tiên năm 1888.